# 급익설류
급익설류(Ptenoglossa)는 바다 달팽이의 비공식 분류군의 하나이다. 1997년의 폰더(Ponder)와 린더버그(Lindberg)의 복족류 분류는 이 분류군을 측계통군 또는 다계통군으로 간주했었다.

## 분류
- 실꾸리고둥상과 (Epitonioidea)
  - 실꾸리고둥과 (Epitoniidae)
  - 보라고둥과 (Janthinidae)
  - Nystiellidae
- 바늘고둥상과 (Eulimoidea)
  - 바늘고둥과 (Eulimidae)
  - 유리송곳고둥과 (Aclididae)
- 띠줄고둥상과 (Triphoroidea)
  - 띠줄고둥과 (Triphoridae)
  - 갯고둥붙이과 (Cerithiopsidae)
  - Newtoniellidae